# San Marcos (tỉnh)

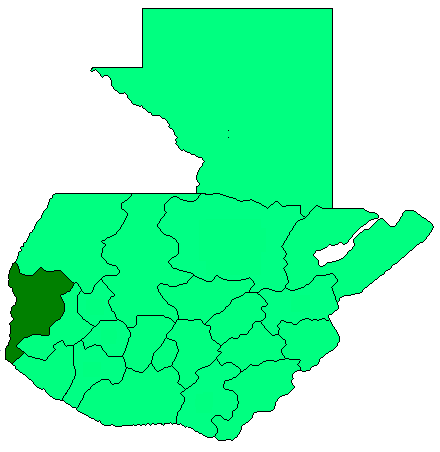
San Marcos

San Marcos là một tỉnh ở Guatemala, giáp biên giới với bang Chiapas của México. Tỉnh lỵ là thành phố San Marcos.
Tỉnh này có diện tích 3.791 km², dân số 794.951 người. Tỉnh lỵ là thành phố cùng tên.
1. Ayutla
2. Catarina
3. Comitancillo
4. Concepción Tutuapa
5. El Quetzal
6. El Tumbador
7. Esquipulas Palo Gordo
8. Ixchiguan
9. La Reforma
10. Malacatán
11. Nuevo Progreso
12. Ocos
13. Pajapita
14. Río Blanco
15. San Antonio Sacatepéquez
16. San Cristóbal Cucho
17. San José Ojetenam
18. San Lorenzo
19. San Marcos
20. San Miguel Ixtahuacán
21. San Pablo
22. San Pedro Sacatepéquez
23. San Rafael Pie de La Cuesta
24. San Sibinal
25. Sipacapa
26. Tacaná
27. Tajumulco
28. Tejutla